# Maria de Rudenz

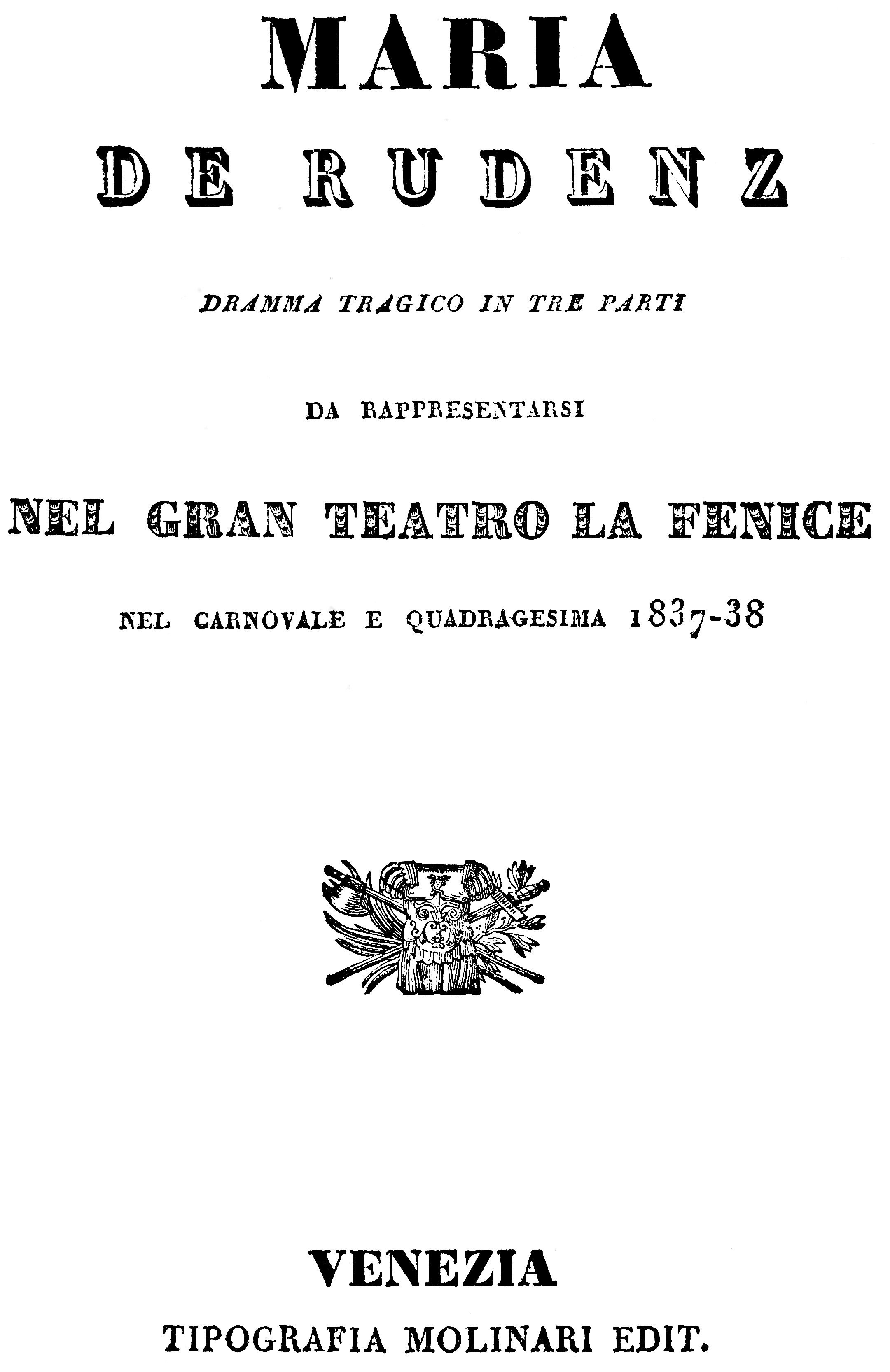
Livret

Maria de Rudenz est un melodramma tragico ou opéra tragique en trois actes de Gaetano Donizetti. Le livret en italien est de Salvadore Cammarano et s'inspire d'un roman gothique intitulée La Nonne sanglante de Anicet-Bourgeois et Julien  de Mallian, ainsi que de l'épisode de la nonne sanglante dans le chapitre IV du roman Le Moine de Matthew Gregory Lewis. La première a été donnée le 30 janvier 1838 au théâtre La Fenice à Venise.

## Historique des représentations
Au XIXe siècle
Les premières représentations de Maria de Rudenz à Venise n'ayant eu que peu de succès, Donizetti les considérant comme un fiasco, l'opéra a été retiré de l'affiche. Quatorze représentations ont ensuite eu lieu à Rome en 1841, mais n'obtenant, à nouveau, qu'un accueil tiède. Enfin, une excellente production avec des chanteurs de très bon niveau a permis à l'œuvre de convaincre le public à Rome en 1841, puis à Naples en 1848 au Teatro Nuovo, puis trois ans plus tard au Teatro San Carlo.
Au XXe siècle et au-delà
Maria de Rudenz n'est que rarement produit de nos jours. La première représentation au Royaume-Uni était celle de Opera Rara, en version de concert à Londres le 27 octobre 1974. La première production avec mise en scène au XXe siècle a été montée à La Fenice, dès le 21 décembere 1980 avec Katia Ricciarelli dans le rôle-titre. Les deux productions ont été enregistrées.

## Distribution
| Rôle                                                  | Tessiture | Distribution lors de la première, 30 janvier 1838 (Chef d'orchestre: — ) |
| ----------------------------------------------------- | --------- | ------------------------------------------------------------------------ |
| Maria de Rudenz                                       | soprano   | Carolina Ungher                                                          |
| Matilde di Wolf, sa cousine                           | soprano   | Isabella Casali                                                          |
| Corrado Waldorf                                       | baryton   | Giorgio Ronconi                                                          |
| Enrico, son frère                                     | ténor     | Napoleone Moriani                                                        |
| Rambaldo, parenté de la famille Rudenz                | basse     | Domenico Raffaeli                                                        |
| Le chancellier de Rudenz                              | ténor     | Alessandro Giacchini                                                     |
| Chevaliers, seigneurs, vassaux de la maison de Rudenz |           |                                                                          |

## Synopsis
Lieu : Suisse
Époque : 1400
Maria de Rudenz tombe amoureuse de Corrado contre la volonté de son père et s'enfuit à Venise avec lui. Corrado soupçonne Maria de lui être infidèle, l'abandonne et revient au château de Rudenz où il tombe amoureux de Mathilde, la cousine de Maria.
Maria revient au château de ses ancêtres pour y découvrir non seulement que son amant est sur le point d'épouser sa cousine, mais qu'il est aussi le fils d'un assassin. Elle est prête à garder le secret, à condition que Corrado revienne vers elle. Celui-ci refuse et, dans sa colère, la blesse avec son épée. Tout le monde croit que Maria est morte. 
Le jour du mariage de Mathilde et de Corrado, Maria réapparaît. Elle dévoile le secret de Corrado à toute l'assistance, tue Mathilde puis se suicide.

## Enregistrements
| Année | Distribution Maria de Rudenz, Matilde di Wolf, Corrado Waldorf, Enrico         | Chef d'orchestre, Maison d'opéra et orchestre | Label                                                                                          |
| ----- | ------------------------------------------------------------------------------ | --- | ---------------------------------------------------------------------------------------------- |
| 1974  | Ludmilla (Milla) Andrew, Merril Jenkins, Christian Du Plessis, Richard Greager | Alun Francis, Philomusica of London and the Opera Rara Chorus, (Enregistrement d'une représentation au Queen Elizabeth Hall, Londres, 27 octobre) | CD: Memories, Cat: HR 4588-4589                                                                |
| 1981  | Katia Ricciarelli, Silvia Baleani, Leo Nucci, Alberto Cupido                   | Eliahu Inbal, Orchestre et chœurs du Teatro La Fenice, Venise, (Enregistré à La Fenice, Venice, janvier)                                          | CD: Fonit Cetra «Italia» Cat: CDC 91 Mondo Musica, Cat: MFOH 10708 Living Stage, Cat: LS 35140 |
| 1997  | Nelly Miricioiu, Robert McFarland, Bruce Ford, Matthew Hargreaves              | David Parry, Philharmonia Orchestra and the Geoffrey Mitchell Choir                                                                               | CD: Opera Rara, Cat: ORC16                                                                     |